# Dirk Pollert

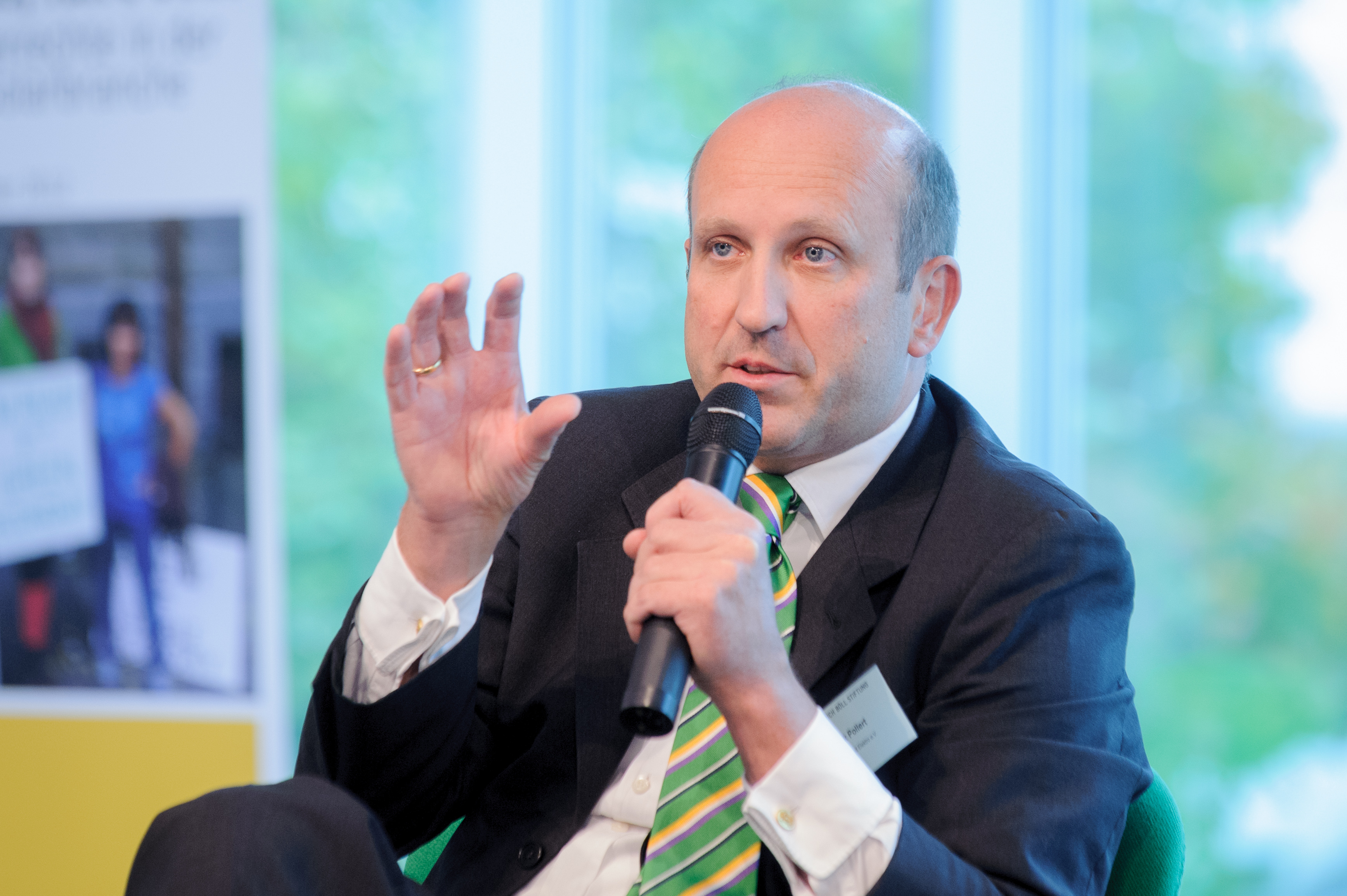
Dirk Pollert, 2012

Dirk Pollert (* 5. Juni 1968 in Detmold) ist Hauptgeschäftsführer des Verbands der Metall- und Elektro-Unternehmen Hessen e. V. (Hessenmetall) und der Vereinigung der hessischen Unternehmerverbände e. V. (VhU).

## Leben
Pollert wuchs in Bonn auf, wo er 1988 am Hardtberg-Gymnasium das Abitur abschloss. Von 1988 bis 1992 studierte er Rechtswissenschaften an den Universitäten Freiburg und Würzburg. Dort wurde er in Würzburg beim Corps Franconia und in Freiburg beim Corps Palatia-Guestphalia aktiv. Das 1. Staatsexamen legte er 1993 in Würzburg ab, das 2. Staatsexamen folgte im Jahr 1995 in Potsdam.
Seine berufliche Laufbahn begann Pollert als Syndikusrechtsanwalt beim vbm – Verband der bayerischen Metall- und Elektroindustrie e. V. in der Geschäftsstelle Mittelfranken, Nürnberg. 1998 wechselte er als Leiter Personalgrundsatzfragen und Prokurist zur Mannesmann Sachs AG nach Schweinfurt. Ab 2001 war Pollert Geschäftsführer der Geschäftsstelle Mittelfranken für die bayrischen Metall- und Elektro-Arbeitgeberverbände bayme und vbm sowie für die Vereinigung der Bayerischen Wirtschaft. 2004 stieg er in die Hauptgeschäftsführung dieser Verbände auf und verantwortete als stellvertretender Hauptgeschäftsführer bis Ende 2016 die Leitung der Regionen und das Marketing von bayme, vbm, vbw.
Pollert hat drei Kinder.

## Ämter
Seit Januar 2017 ist Pollert Hauptgeschäftsführer der Verbände
- Vereinigung der hessischen Unternehmerverbände e. V. (VhU)

- Verband der Metall- und Elektro-Unternehmen Hessen e. V. (Hessenmetall)

Pollert ist zudem unter anderem Vorsitzender des Aufsichtsrats der Bürgschaftsbank Hessen, stellvertretender Vorstandsvorsitzender des Bildungswerks der Hessischen Wirtschaft, Mitglied im Beirat der Wirtschafts- und Infrastrukturbank Hessen, Mitglied des Hochschulrats der TU Darmstadt, Mitglied der Versammlung der Medienanstalt Hessen sowie Ehrenamtlicher Richter am Bundesarbeitsgericht.